# 沙瑞·约瑟夫
沙瑞·约瑟夫（或译作“沙利·約瑟”；1978年5月24日—），生于聖佐治，格林納達职业足球运动员，现效力于美國職業足球大聯盟球会新英倫革命，他曾代表格林納達上陣11場，包含加勒比海盃及世界盃外圍賽，他亦曾吸引到些路迪出價兩次，但都被新英倫革命拒絕。
約瑟夫於2018年3月成為格林納達主教練。

## 榮譽

### 新英倫革命
- 北美超級聯賽 (1): 2008
- 美國聯賽盃 (1): 2007

### 個人
- 美國職業足球大聯盟最佳十一人: 2005, 2007, 2008, 2009